# Entomacrodus vermiculatus
Entomacrodus vermiculatus és una espècie de peix de la família dels blènnids i de l'ordre dels perciformes.

## Morfologia
- Els mascles poden assolir 18 cm de longitud total.[2][3]

## Reproducció
És ovípar.

## Hàbitat
És un peix marí de clima tropical que viu entre 0-3 m de fondària.

## Distribució geogràfica
Es troba a les Seychelles, les Maldives i l'Illa Christmas.